# جوزيبي دا كوبرتينو
القدّيس جوزيبي من كوبرتينو Guiseppe Maria Desa da Copertino
هو Giuseppe Maria Desa ولد من والدَين هما فيليشي ديسا (Felice Desa) وفرانشيسكينا باناكا (Franceschina Panaca) في السابع عشر من حزيران سنة 1603، في كوبرتينو (Copertino) الواقعة بين مدينتَي برينديزي وأوترانتو (Brindisi e Otranto) في منطقة ليشّي (Lecce) الإيطاليّة، وكانت هذه المنطقة واقعة تحت حكم مملكة نابولي.
تعرّض خلال فترة طفولته إلى مرض خطير ألزَمَهُ سريرَهُ لحوالي خمسِ سنوات. إلى أن أخذتهُ أمُّهُ إلى مزار سيّدة النعم (Santuario di Santa Maria delle Grazie) في غالاتونه (Galatone) بالقرب من ليشّي (Lecce) وبتدخُّلٍ إلهي، ما أن مُسِحَ بالزيت حتى شُفيَ من مرضِهِ فوراً وعادَ إلى بيتِهِ سائراً على قدميه. وعندما بلغ الثماني سنوات من عمره بدأ يُعاين رؤىً في المدرسة. بداية لم يكن ليقوى على التفوّه بكلمة عمّا كان يراه. ثمّ لم يلبث أن ترك المدرسة، وانطلق ليتعلّم مهنة صُنع الأحذية، ولكنّه لم ينجح فيها.
كان لجيوزيبّي عمّان فرنسيسكانيّان، فأراد الانخراط بالرهبانيّات الفرنسيسكانيّات، فدخل الدير لكنّه لم يلبث أن طُرد بسبب جهله.
التجأ جيوزيبّي إلى الرهبانية الكبوشية فقُبل للابتداء سنة 1620 في دير الكبّوشيّين بالقرب من تارانتو (Taranto)، والكبّوشيّون بدورهم طردوه بعد ثمانية أشهر، الأمر الذي زاد من إحباطه. وعندما رأته أمّه على هذه الحال، تدخّلت لدى الرهبان الفرنسيسكانيّين المحصّنين (Conventuali)، فقبلوه كخادم في دير غروتيلاّ دي كوبرتينو (Grotella di Copertino). أظهر جيوزيبّي الأخ العلمانيّ امتلاكًا لفضائل كبيرة كالطاعة والتواضع والمحبّة والتوبة. فقرّر الرهبان قبوله في الرهبانيّة، فبدأت مرحلة جديدة في حياته، وكانت قاسية وشاقّة. وباشر بالدراسة من جديد. وفي العشرين من آذار سنة 1627 نجح في الامتحان ورُسم شمّاسًا إنجيليًّا. وبعد سنة في الثامن والعشرين من آذار سنة 1628 رُسم كاهنًا.
امتازت حياته بالتقوى، وغالبًا ما كان يُؤخذ في حالة انخطاف ومناجاة الله. وتوصّل في لحظات التأمّل الكلّيّ إلى الارتفاع عن الأرض، وحصل الأمر حتّى في الكنيسة أثناء الصلاة. حتّى إنّ البابا أوربانوس الثامن عاين في إحدى زياراته إلى الدير إحدى انخطافاته، وصرّح بأنّه في حال موت جيوزيبّي قبله، فسيُخبر عمّا شاهده للعالم. وتوصّل إلى قراءة أفكار إخوته الرهبان. وبدأت شهرته تجلب إليه الناس لطلب البركة والصلاة.
أدّى جميع ذلك إلى توليد شكّ بعض إخوته الرهبان في حقيقة أمره، فشكوه إلى النائب العام، واقتنع بدوره بالتهم الموجّهة ضدّ الرجل. فتمّ استدعاء لجنة محكمة التفتيش في نابولي، ومثَلَ جيوزيبّي أمامها في تشرين الأوّل سنة 1638. أقام جيوزيبّي في تلك الفترة بدير القدّيس لورنسيو للرهبان المحصّنين. وهناك انتشر سريعًا خبر قدّيس يعيش في هذا الدير فتوافدت الحشود وتجمّعت حول الدير.
وكان قدّيسنا خائفًَا من المثول أمام محكمة التفتيش، فظهر له القدّيس أنطونيوس البدواني وشجّعه. ومثَلَ أمام محكمة التفتيش وحصل له انخطاف وارتفع في الهواء، ولم يستطع المحقّقون إثبات أيّ شيء ضدّه، فأرسله إلى روما لكي يمتحنه الرئيس الأعلى للرهبانيّة. أمّا الرئيس فسرعان ما شعر بتواضع هذا الرجل، وبات يشكّ بصحّة التهم الموجّهة ضدّه. فأرسله ليُقابل البابا.
وفي نهاية المطاف، لم يثبت شيء ضدّ جيوزيبّي. غير أنّ محكمة التفتيش قرّرت إبقاءه تحت المراقبة الشديدة، فأُرسل إلى دير معزول. عاش قدّيسنا طوال الفترة الممتدّة من سنة 1639 إلى سنة 1653 في دير آسّيزي. وفي تمّوز سنة 1653 تقرّر فجأة نقله إلى دير الآباء الكبوشيين في بيتراروبّيا (Pietrarubbia) بالقرب من بيزارو (Pesaro)، ثمّ أُرسل إلى دير فوسّومبروني (Fossombrone) أيضًا بالقرب من بيزارو.
لم يعرف جيوزيبّي ولم يسأل حتّى لماذا فصل من رهبانيّة المحصّنين إلى الكبوشيّين، ولكنّه حافظ على روحه البشوشة والرزينة مستسلمًا بالكلّيّة للعناية الإلهيّة.
وبقي في عزلة تامّة حيث منع من مراسلة أحد. وعلى الرغم من كلّ هذا التشديد استطاع الناس اكتشاف مخبئه وهرعوا إليه.
في العاشر من تمّوز سنة 1657، ستّ سنوات قبل وفاته، نُقل مجدّدًا إلى دير الآباء الفرنسيسكانيّين المحصّنين، في أوزيمو (Osimo) بمنطقة آنكونا (Ancona)، حيث مارس جميع أنواع التقشّفات والأصوام. وفي الخامس عشر من آب سنة 1663 احتفل بالقدّاس الإلهي للمرّة الأخيرة، وأسلم الروح في الثامن عشر من أيلول. فركض الناس لرؤيته ولمسه، وبدؤوا يقصّون ثوبه ويأخذونه كبركة، حتّى اضطرّ الرهبان لتخبئة جثمانه. وبعد إعلان قداسته شُيّدت كنيسة على اسمه ونُقل جثمانه إليها.
أعلنه البابا بندكتوس الرابع عشر طوباويًّا في الرابع والعشرين من شباط سنة 1753، وأعلنه البابا إكليمنضوس الثالث عشر قدّيسًا في السادس عشر من تمّوز سنة 1767. وتُعيّد له الكنيسة اللاتينيّة في الثامن عشر من أيلول. وهو شفيع الطلاّب والطيّارين والمسافرين.
ترجمة وإعداد مكاريوس جبّور وغادة كمال خوري